# 287 Dywizja Strzelecka (ZSRR)
287 Dywizja Strzelecka (ros. 287-я стрелковая дивизия) – związek taktyczny (dywizja) Armii Czerwonej.
Sformowana w 1941 w Lipiecku, w związku z niemieckim atakiem na ZSRR. Już w październiku 1941 toczyła boje z wrogiem, z powodu znacznych strat wycofana na przeformowanie. Następnie walczyła w obwodzie orłowskim i na Ukrainie. W 1944 zajęła kolejno Nowogród Wołyński, Zdołbunów, Krzemieniec, Radymno i Przemyśl. Forsowała Bug, San i Wisłę. Wojnę zakończyła pod Berlinem.